# 의료영상저장전송시스템
의료영상저장전송시스템 (醫療映像貯藏電送, Picture Archiving and Communication System, PACS)은 디지털 의료영상이미지를 의료용 디지털 영상 및 통신 표준 (Digital Imaging and Communications in Medicine, DICOM)이라는 국제표준규약에 맞게 저장,가공,전송하는 시스템이다. CT, MRI 같은 디지털의료영상 장비를 사용하여 획득된 의료영상이미지는 DICOM형식으로 저장되게 되며 판독결과와 진료기록이 추가될 수 있다. 또한 네트워크를 통해서 병원 내, 외의 단말로 전송이 가능하다.

## 디지털 의료영상이미지

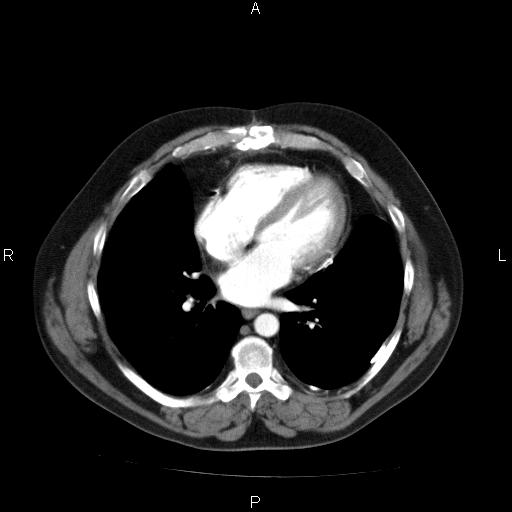
CT장비로 촬영된 디지털의료영상이미지

디지털의료영상장비는 이전에 사용했던 엑스레이 필름 대신 저장소(Storage)가 있어서 촬영한 의료영상이미지를 파일형식으로 저장하게 된다.
이 이미지는 DICOM 규격을 지원하는 뷰어를 통해서 볼 수 있다.

## 영상가공
촬영하여 얻은 영상에는 영상판독 결과, 진단기록등을 추가할 수 있다.

## 영상전송
저장된 영상이미지는 DICOM 프로토콜규격에 따라서 네트워크에 연결된 다른 단말로 전송이 가능하다.

## 같이 보기
- 의료용 디지털 영상 및 통신 표준 (DICOM)
- 엑스레이
- 대한영상의학회
- 의학촬영